# Bobby Hutton
Robert James Hutton, mest känd som Bobby Hutton eller Lil' Bobby, föddes 21 april 1950 i Jefferson County, Arkansas och dog 6 april 1968 i Oakland, Kalifornien,  under omtvistade omständigheter, var Svarta Pantrarnas första rekryt och kassör. Han var inblandad i ett bakhåll på Oakland-polisen, tillsammans med Eldridge Cleaver och andra pantrar, och sköts efter att ha kapitulerat. Enligt polisen ignorerade han deras instruktioner och försökte fly, varför han sköts till döds.

## Biografi

### Tidigt liv
Bobby Hutton föddes som ett av tre barn till John D. Hutton och Dolly Mae Mitchner-Hutton, i Arkansas. När han var tre år gammal flyttade familjen till Kalifornien under den andra vågen av den "stora migrationen" efter trakasserier från rasistiska grupper med anknytning till Ku Klux Klan.

### Svarta pantrarnas första medlem
I oktober 1966 blev den 16-årige Hutton den första rekryten, första kassören och yngsta medlemmen i Black Panther Party (Svarta Pantrarna). Han hade kommit i kontakt med grundarna Huey P. Newton och Bobby Seale, under ett statsfinansierat samhällsprojekt för ungdomar i North Oakland. Den 2 maj 1967, reste Hutton som en av trettio pantrar till Kaliforniens residenshuvudstad Sacramento och infann sig där öppet beväpnade vid State Capitol-byggnaden, i protest mot ett lagförslag som skulle förbjuda bärande av laddade skjutvapen på allmän plats utan licens. Hutton och fyra andra pantrar arresterades i samband med detta och i respons till protesten kodifierades lagförslaget rekordsnabbt igenom till lag A.B 1591, även känd som the Mulford Act, och gjorde Kalifornien till en av de striktaste delstaterna vad gäller bärande av skjutvapen. Hutton arresterades igen den 22 maj för att ha brutit mot en lag som förbjöd bärande av skjutvapen i närheten av ett fängelse.

### Död
Den 6 april 1968, ett par dagar efter mordet på Martin Luther King, organiserade Eldridge Cleaver ett bakhåll på Oakland-polisen där Hutton och andra pantrar deltog. Efter att två officerare skadats allvarligt, förvandlades bakhållet till en skjutuppgörelse mellan polisen och pantrarna i ett hus i West Oakland. Efter 90 minuters skottlossning kapitulerade Hutton och Cleaver efter att byggnaden fyllts av tårgas. Cleaver har hävdat att han instruerade Hutton att klä av sig och gå ut obeväpnad med händerna över huvudet i bara underkläderna, trots detta sköts Hutton med mer än tolv skott. I polisrapporterna uppgavs dock att Hutton var iklädd en lång överrock, att hans händer var gömda samt att han försökte fly och ignorerade deras order. Bobby Seale har spekulerat att polisen misstog Bobby Hutton för honom och att det var därför de sköt. I en intervju har Cleaver sagt att löjtnant Hilliard, en av poliserna som deltog i skjutuppgörelsen, senare berättade att hans kollegor begått första gradens mord på Bobby.

#### Begravning
Omkring 1200 personer deltog vid Huttons begravning den 12 april i Berkeley, Kalifornien, han begravdes på begravningsplatsen Mountain View Cemetary i Oakland. I ett möte som hölls efteråt vid Alameda County Courthouse deltog över 2000 personer och skådespelaren Marlon Brando höll ett lovtal.
Bobby Huttons död sågs som ett exempel på polisbrutalitet mot svarta av de som sympatiserade med Svarta Pantrarna. Han var den förste pantern som dog och blev sedd som en martyr.

## Inom popkulturen
Hutton har ofta refererats i populärkultur, bland annat i Tupac Shakurs "Ghetto Gospel". Andra exempel inkluderar "Get Up" by The Coup and Dead Prez och Smif-N-Wessuns "Still Fighting". Hans bild är på omslaget till singeln "Star" av Primal Scream.